# ثامر بن حسين بك السلمان
الأمير ثامر بك
هو الأمير ثامر بن حسين بك السلمان بن عباس بن علي بن محمد بن نصار الأول السالمي العاملي من آل علي الصغير
من رجال السياسة  في جبل عامل، كان حاكما لبلاد بشارة

## حكّام جبل عامل في زمن ثامر بك
كان جبل عامل مقسّما إلى عدة مقاطعات يحكمها أمراء وهي:
•	 مقاطعة جبل تبنين ويحكمها علي بك الأسعد ومركزها تبنين. (عائلة علي بك الأسعد و عائلة حسين السلمان هم أبناء عمومة وهم من آل علي الصغير)
•	مقاطعة جبل هونين وساحل قانا ويحكمها ثامر بك وقبله أبوه وجده ومركزها بنت جبيل. وقد أنشأ فيها أبوه دارا للإمارة
•	مقاطعة الشقيف ويحكمها الصعبية ومركزها النبطية.
•	مقاطعة الشومر ويحكمها المناكرة ومركزها جباع.

## سيرته
كان معروفا بالشجاعة وكان يتقلّد سيفا عريضا يعرف ب(البالة). وقد عُرف بأبو بالة
كانت كنيته «أبو درويش» كان متعلّقا بشرب النارجيلة (الأركيلة). وكان سليط اللسان خاصة على المشايخ والحكّام.
كان يسكن في مزرعة خاصة به،  والتي أصبحت تُعرف فيما بعد ب مزرعة التامرية نسبة إليه.
ورث الحكم بعد أبيه في إدارة جبل هونين وساحل قانا، وكان من أمراء جبل عامل. أما مشيخة المشايخ فانتقلت إلى حمد البك، لأن حمد البك كان أسنّ منه، بينما كان هو أسنّ من علي بك الأسعد.
حسب ما ينقل السيد محسن الأمين فإنه (أي ثامر بك) حكم بنت جبيل بعد وفاة أبيه حسين بك السلمان سنة 1265، وهو أول من لقب بالبك من حكام جبل هونين من هذه العائلة، ولبس الطربوش، كما أن أول من لقب بالبك من بني عمه حكّام تبنين ولبس الطربوش هو حمد البك. والبعض الآخر يرى أن ثامر بك لم يبدّل زيّه ولا عاداته بل ظلّ متمسّكا باللباس العربي حتى وفاته.
كان على اختلاف شبه دائم مع أولاد عمومته حكام تبنين وصور من آل علي الصغير. وقد تآمروا على قتله بالاشتراك مع أخيه سلمان بك السلمان. ولكنهم لم يفلحوا وعندما علم ثامر بك بالمكيدة توعّد المدبرين أن يصبغ الأرض بلون دمائهم.
وسبب الخلاف على ما يبدو متشعّب فمنه ما هو عائد إلى كونه الأحقّ بمشيخة المشايخ من علي بك كونه الأسنّ، ومنه ما هو عائد إلى سبب عاطفي وتنازع على امرأة من آل علي الصغير وهي فاطمة بنت أسعد بن خليل بن ناصيف. وينسب إليه البعض محاولته قتل ابن عمّه علي بك غيلة أثناء رحلة صيد للأخير ولكن الأمر لم يتمّ كما أراد.
جرت بينه وبين علي بك الأسعد حاكم تبنين عدة حروب ومعارك وهما من نفس العشيرة وأبناء عمومة. فوقعت إحدى المعارك في سهل تبنين ومعركة أخرى وقعت في مرجعيون. وكانت هذه الخلافات تغذيها الدولة العثمانية بينهما للحد من نفوذ علي بك الأسعد.
بعد عدة حروب خاضها ثامر بك مع علي بك الأسعد، عزلته الدولة العثمانية عن حكم جبل هونين وعيّنت بدلا عنه ناصيف آغا وهو رجل تركي.
فذهب إلى مصر (عام 1862 ميلادي) وقابل الخديوي ونزل ضيفا عليه وكان يريد من ذلك أن يتوسط له الخديوي المصري في الأستانة لإعادته لمنصبه.  ومن مصر ذهب إلى الأستانة مرورا بسوريا، وفي الأستانة نزل عند محمد نديم باشا الصدر الأعظم وقدّم له الهدايا وذلك في عهد السلطان عبد العزيز، فقابل السلطان العثماني الذي أُعجب به وأمر بإعادته إلى المديرية. وقيل أنه أمر بعودته وتعيينه مكان علي بك الأسعد.
هذا التدبير لم يرق لعلي بك الأسعد الذي جهّز جيشا وتقابل الفريقان في تبنين ودارت المعركة بينهما، فأرسلت الدولة العثمانية مصلحا دخل بينهما في المعركة وأوقف القتال واكتفى ثامر بك بمقاطعة بنت جبيل.
وفي العام 1864 ميلادي، (1281 هجري) تجددت الخلافات بينه وبين علي بك الأسعد الذي أصدر منشورا بصفته شيخ المشايخ، وعزل بموجبه ثامر بك عن مقاطعته، وعيّن مكانه ابن عمّه محمد بك. فرفض والي صيدا هذا التدبير واستدعى علي بك وأرسله إلى دمشق حيث توفي هناك عام 1281 هجري.
وفي سنة 1281 هجرية توفي علي بك الأسعد حاكم تبنين و أُلغي الحكم الإقطاعي في جميع بلاد جبل عامل وقُسّمت إلى قائم مقاميات ومديريات. وعند اعتقال علي بك الأسعد ندم ثامر بك وأسقط في يده وأراد إعلان الثورة على العثمانيين لإطلاق علي بك ولكن أولاد عمومته نهوه عن هذا الأمر حتى لا يزيد المشكلة تعقيدا.
ومع إلغاء نظام الإقطاعيات  عُزل ثامر بك وأُلغيت مديرية بنت جبيل وأُلحقت بصور، ثم أُعيدت وعُيّن لها أخوه سلمان بك فبقي أربعة أشهر، وتوفي سلمان سنة  1286 هجرية.

## وفاته
تُوفي سنة 1298 هجرية في قرية ميس الجبل في جبل عامل وكان مجتازا بها بعد ما مرض ثلاثة أيام وهو شيخ كبير ودفن فيها.